# Deborah Compagnoni (pista sciistica)
La pista Deborah Compagnoni è una pista da sci situata a Santa Caterina Valfurva, nel comune di Valfurva, in Valtellina. Ha ospitato tra l'altro le gare femminili dei campionati mondiali di sci alpino di Bormio/Santa Caterina Valfurva 2005. È dedicata alla sciatrice Deborah Compagnoni, nel cui palmarès figurano anche tre medaglie d'oro e una d'argento ai Giochi olimpici invernali.

## Caratteristiche tecniche
Il punto di partenza delle competizioni agonistiche maschili è fissato a 2 750 m s.l.m. presso la Cresta Sobretta. Le discese femminili, inclusa quella dei Mondiali del 2005, generalmente partono presso il Crap dei Ricc, 250 metri più in basso.
Il primo tratto, sino alla cabinovia intermedia Sobretta, collocata a 2 123 m s.l.m. è quello più tecnico ed impegnativo e registra le pendenze più elevate. Il secondo tratto è qualificato come pista rossa, termina a quota 1 745 m s.l.m.
Il tracciato ha una pendenza massima del 76% ed è complessivamente lungo 3 300 m.